# 1978 în film
- 1977 în cinematografie — 1978 în cinematografie — 1979 în cinematografie

## Filmele cu cele mai mari încasări
| #   | Titlu                           | Studio             | Încasări     |
| --- | ------------------------------- | ------------------ | ------------ |
| 1.  | Grease                          | Paramount Pictures | $159,978,870 |
| 2.  | Superman                        | Warner Bros.       | $134,218,018 |
| 3.  | National Lampoon's Animal House | Universal Pictures | $120,091,123 |
| 4.  | Every Which Way but Loose       | Warner Bros.       | $85,196,485  |
| 5.  | Heaven Can Wait                 | Paramount Pictures | $81,640,278  |
| 6.  | Hooper                          | Warner Bros.       | $78,000,000  |
| 7.  | Jaws 2                          | Universal Pictures | $77,737,272  |
| 8.  | Revenge of the Pink Panther     | United Artists     | $49,579,269  |
| 9.  | The Deer Hunter                 | Universal Pictures | $48,979,328  |
| 10. | Halloween                       | Atlantic Releasing | $47,000,000  |

## Premii

### Oscar
- Cel mai bun film:
- Cel mai bun regizor:
- Cel mai bun actor:
- Cea mai bună actriță:
- Cel mai bun film străin:

Articol detaliat: Oscar 1978

### César
- Cel mai bun film:
- Cel mai bun actor:
- Cea mai bună actriță:
- Cel mai bun film străin:

Articol detaliat: Césars 1978

### BAFTA
- Cel mai bun film:
- Cel mai bun actor:
- Cea mai bună actriță:
- Cel mai bun film străin: